# PLumsonic!
PLumsonic!（プラムソニック）は、シンセミュージシャンのYasushi.Kとボーカリスト結羽によるテクノポップ・ユニットの名称である。

## 概要

### 略歴
2003年にユニットメンバーのYasushi.Kが所属していたバンド「G-FREQ」での実験ライブで初出演。
2004年より主宰・コンセプトプロデュースを行っているイベント「電脳マニアックス!」にて現在も定期的なライブ活動を行っている。
他のイベントにも数多く出演しており、フジテレビ主催イベント「お台場冒険王」「HOT FANTASY」でのライブや大阪・名古屋への国内遠征も行っている。

### コンセプト
- 楽曲は1980年代当時のテクノポップの音楽性を中心に、「みんなのうた」「ひらけ!ポンキッキ」などに代表される児童向け教育番組の親しみやすさを持つ。
- 歌詞・ビジュアル面においてはレトロフューチャー[4] の要素を多く取り入れている。

### 特筆に価する理由
日本のインディーズを含む音楽シーンにおいても目立った成功例の少ない「ライブハウスでシンセサイザーだけを用いて電子音楽を演奏・パフォーマンスする」形態で人気を集めてきた数少ないミュージシャン の1つである。この演奏形態は近年、ライブハウスよりはクラブでのライブアクトに多く見受けられる。

## ディスコグラフィー
※ CDはAmazon.co.jpやライブ会場で入手可能である。またM3などの即売会では限定のCD-R盤を出すこともある（ライブ会場等では入手不可能）。
- パビリオン（CDアルバム／T4P record）[6]
- Geometrical Love（CDアルバム／ Studio Frequency）[7]
- Atomic girl（CDアルバム, Studio Frequency）

### コンピレーションCD参加楽曲
- 「かいじゅーのうた」Techno 4 Pop vol.1（CDアルバム, T4P record）

## 関連資料
- AlamodeMagazine vol.3 (出版：Artism!)
- All About インタビュー
- Artism!